# Tetitlán
Tetitlán es una localidad del estado mexicano de Guerrero. Es parte del municipio de Técpan de Galeana.

## Toponimia
El nombre «Tetitlán» proviene de los términos en náhuatl: tetl, piedra; titlan, en medio. Su significado es «Entre las piedras».

## Demografía
| Gráfica de evolución demográfica |
|                                  |

| Censo | Población |
| ----- | --------- |
| 1900  | 360       |
| 1910  | 293       |
| 1921  | 338       |
| 1930  | 320       |
| 1940  | 313       |
| 1950  | 1 048     |
| 1960  | 1 621     |
| 1970  | 1 917     |
| 1980  | 2 049     |
| 1990  | 1 701     |
| 2000  | 1 605     |
| 2010  | 1 554     |
| 2020  | 1 470     |